# 座波仁吉
座波 仁吉（ざは じんきち、1914年3月5日 - 2009年）は、空手家。沖縄県那覇市出身。「心道流空手道心道会」最高師範。
「心道流空手道心道会」は、1951年（昭和26年）の宮崎大学空手道部創立とともに、座波を会長として迎え設立された（以後、座波は「心道流空手道心道会」の最高師範を務める）。
2002年に座波は初代宗家となる。
弟子に、佐伯幸一（宮崎大学空手部歴代OB会長）、松山公大（「心道流空手道心道会」第2代会長）、田中静雄、宇城憲治がいる。